# Obszar ochrony ścisłej Zamczysko
Zamczysko – obszar ochrony ścisłej na terenie Kampinoskiego Parku Narodowego o powierzchni 5,27 ha. Został utworzony w 1924 i jest najstarszą tego typu formą ochrony na terenie Puszczy Kampinoskiej. Teren porośnięty przez dorodne drzewostany grądu, dąbrowy świetlistej i łęgu olszowego. Znajdują się tu pomnikowe okazy dębów szypułkowych oraz stanowiska m.in. lilii złotogłów, miodunki ćmej czy niecierpka pospolitego.
Przedmiotem ochrony jest wczesnośredniowieczne grodzisko pierścieniowate z XIII wieku. Obiekt o wymiarach 40 x 50 m składa się cylindrycznego pagórka, otoczonego dwoma pasami wałów i fos. Być może był to gródek myśliwski lub miejsce schronienia lokalnej ludności przed najazdami - tzw. refugium.   
Obszar ochrony ścisłej położony jest przy węźle Głównego Szlaku Puszczy Kampinoskiej, Południowego Szlaku Krawędziowowego oraz Kampinoskiego Szlaku Rowerowego.
Na północ od Zamczyska znajduje się przysiółek wsi Górki, w którym mieści się Przeciwpożarowa Baza Leśna należąca do Akademii Pożarniczej.